# Smittina colleti
Smittina colleti är en mossdjursart som först beskrevs av Jullien in Jullien och Calvet 1903.  Smittina colleti ingår i släktet Smittina och familjen Smittinidae. Inga underarter finns listade i Catalogue of Life.